# قیسوند (هرسین)
قیسوند (هرسین)، روستایی از توابع بخش مرکزی شهرستان هرسین در استان کرمانشاه ایران است.
== جمعیت == حدود ۷۰۰ نفر
این روستا در دهستان حومه قرار دارد و براساس سرشماری مرکز آمار ایران در سال ۱۳۸۵، جمعیت آن ۷۰۰ نفر (۱۵۰خانوار) بوده‌است.